# Megatrón

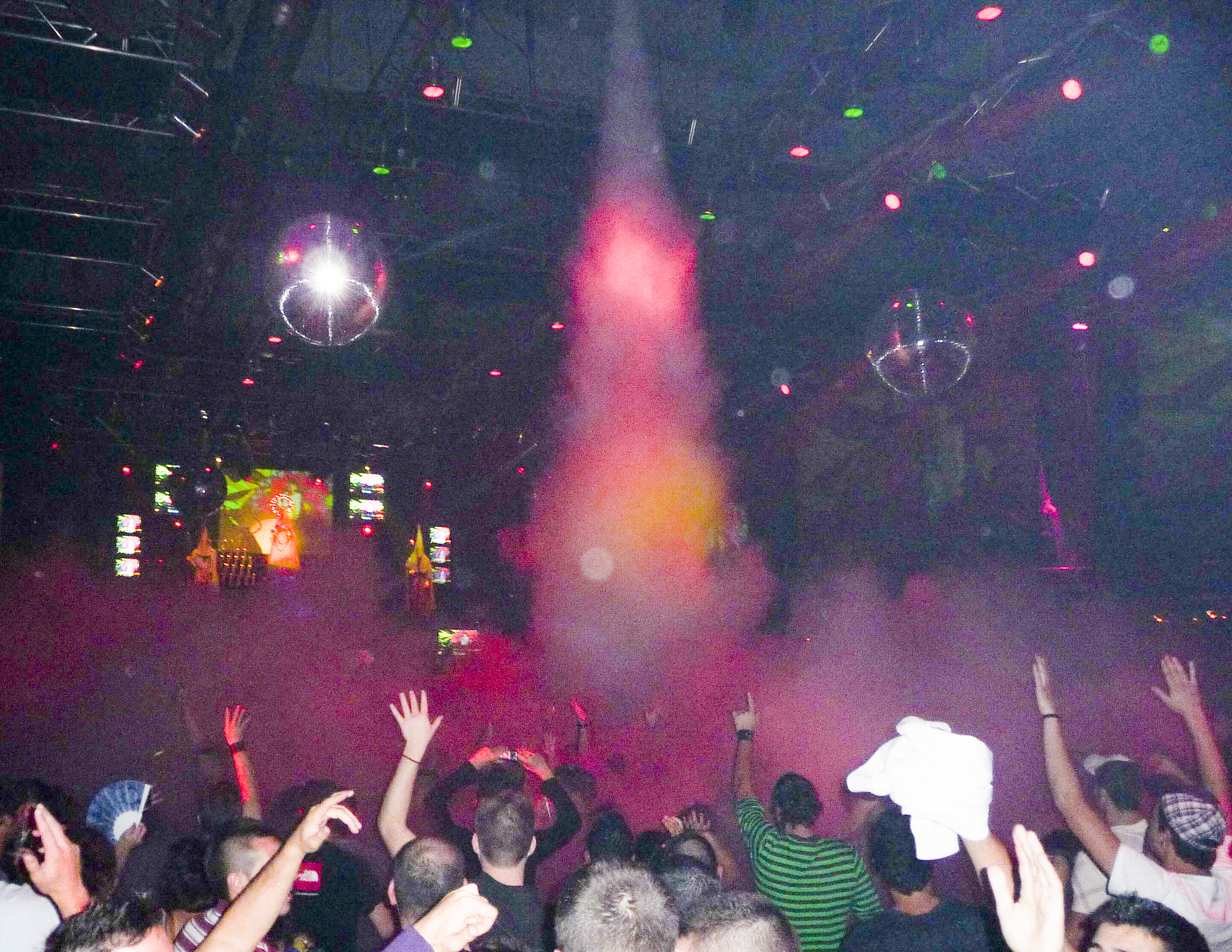
Chorro de megatrón en Fabrik (Madrid).

Megatrón es el nombre de un efecto típico de discotecas dance y otros espectáculos. Consiste en un  chorro extremadamente potente de gas blanco que se produce con dióxido de carbono líquido y gaseoso al expandirse. Este gas sale por unas tuberías situadas en el techo con una temperatura original de 78.5 grados bajo cero (temperatura del hielo seco), y mientras sale produce un gran estruendo y además rebaja la temperatura interior unos grados, lo que contribuye a su climatización, y a refrescar a las personas que permanecen en ella, además deja un ambiente de niebla durante unos momentos. Los disparos se realizan cuando la música sube de nivel. Según el tamaño y la inversión de las discotecas o salas de espectáculo hay una o varias salidas de megatrón.
Recibe este nombre por la primera discoteca en España que tuvo este equipo, Megatrón en Mataró (Barcelona) [Años después llamada como la conocida discoteca Chasis]